# Giovanni d’Athanasi
Giovanni d’Athanasi (griechisch Γιάννης Αθανασίου Giannis Athanasiou, auch Yannis Athanasiou; * 1798 in Myrina auf Limnos; † 19. Dezember 1854 in London) oder Dimitrios Papandriopulos (griechisch Δημήτριος Παπανδριόπουλος) war ein griechischer Kunsthändler und wurde oft einfach Yanni genannt. Er spielte eine wichtige Rolle bei den archäologischen Entdeckungen in Ägypten während der ersten Hälfte des 19. Jahrhunderts.

## Leben

### Jugend
Dimitrios Papandriopulos wurde 1798 auf Limnos als Sohn eines Kaufmanns geboren. Sein Vater hielt sich meist in Kairo auf und mit zehn Jahren beschloss Dimitrios Papandriopulos zu seinem Vater zu fahren. Am 7. August 1809 bestieg er ein Schiff auf Limnos und erreichte am 11. September Kairo. Zwölf Monate verbrachte er bei seinem Vater und erlernte von ihm die Tätigkeit als Kaufmann. Man nannte ihn nach seinem Vater Thanasis (griechisch Θανάσης) Gianni tou Thanasi (griechisch Γιάννη του Θανάση = Giannis, des Thanasis' Sohn); daraus leitete sich die italienische Form Giovanni d’Athanasi ab, unter der er bekannt wurde.
Giovanni d’Athanasi besuchte zwei Jahre die Schule zunächst in Kairo und im Anschluss in Alexandria. Im März 1813 trat er als Dolmetscher in den Dienst des englischen Generalkonsuls Colonel Ernest Missett. Am 13. März 1815 begab er sich mit diesem nach Alexandria um Henry Salt, den Nachfolger von Missett zu treffen. Giovanni d’Athanasi entschied sich, in Zukunft für Henry Salt als Übersetzer für Arabisch und Türkisch zu arbeiten und nicht Missett nach Italien zu begleiten.

### Erste Expedition
Über den Schweizer Jean Louis Burckhardt lernte Henry Salt den Italiener Giovanni Battista Belzoni kennen, der in Zukunft für ihn arbeiten sollte, um an altägyptische Kunstschätze heranzukommen. Da Belzoni bei seiner ersten Expedition nach Oberägypten Probleme mit der Verständigung hatte, erhielt er Giovanni d’Athanasi und Herrn Beechy zur Unterstützung. Im März 1817 brachen sie nach Luxor auf, fanden außer dem kolossalen Kopf des Ramses II. im Ramesseum kaum Bemerkenswertes. Danach begaben sie sich nach Abu Simbel und befreiten den Eingang vom Sand, um das Innere näher zu untersuchen. Auf der Rückreise nach Luxor besuchten sie noch Philae. Bei Grabungen im Tal der Könige entdeckten sie schließlich das Grab KV30, in dem sie einen Alabastersarkophag auffanden.

### Chephren-Pyramide
Entgegen seinem Auftrag entschied Belzoni, auf eigene Faust bei den Pyramiden von Gizeh zu graben. So begab er sich zusammen mit d’Athanasi zu dem zuständigen Bey; sie gaben vor, im Namen des englischen Generalkonsuls zu handeln. Sie erhielten die Genehmigung und Arbeiter und versuchten den Eingang zur Chephren-Pyramide zu finden. Nach 15 Tagen, d’Athanasi hatte zeitweise die Grabungen geleitet, fanden sie am 2. März 1818 zunächst zwei Säulen des Aufwegs und dann den Zugang selbst. Nach weiteren Tagen der Erforschung erschien schließlich Henry Salt an der Ausgrabungsstelle und wurde über das eigenmächtige Vorgehen von Belzoni informiert.

### Expedition nach Berenike
Zwischen Henry Salt und Bernardino Drovetti kam es zu Diskussionen wegen der angeblichen Entdeckung von Berenike durch den Forscher Frédéric Cailliaud. Eine Expedition, geleitet von Belzoni, begab sich 1818 in die Wüste östlich von Esna. Man entdeckte in den Bergen einen ägyptischen Tempel in der Nähe einer ptolemäischen Smaragdmine. Die Grundmauern, die man in der Nähe fand, identifizierte man im Gegensatz zu Cailliaud als die Hütten der Minenarbeiter. Man begab sich weiter an die Küste des Roten Meers und d’Athanasi erhielt dort von einem Einheimischen den entscheidenden Hinweis, der schließlich zur Auffindung des richtigen Berenike führte.

### Gescheiterte Mission
Zusammen mit William John Bankes, Henry William Beechey, Alessandro Ricci und John Hyde begab sich Giovanni d’Athanasi 1819 auf die gefährliche Reise nach Dongola. Von dem Scheich von Nubien Hassan Kaschef erhielten sie sowohl Kamele als auch ein Empfehlungsschreiben an dessen Bruder Mohammed Kaschef. Zunächst besuchte die Gruppe den Tempel Semnis. Danach wollte man den Nil überqueren, um zu Mohammed Kaschef zu gelangen. Da die Kameltreiber fürchteten, eines ihrer Tiere bei der Überquerung zu verlieren, flohen sie zusammen mit ihren Kamelen. Als sie schließlich in Amara bei Mohammed Kaschef eintrafen, übergaben sie den Brief und wurden großzügig bewirtet. Kaschef forderte jedoch von John Hyde eine Schusswaffe, die dieser ihm jedoch nicht gab, da man auf der gefährlichen Reise darauf nicht verzichten wollte. Von nun an wurden sie von Kaschef schlecht behandelt und er gewährte ihnen für die Weiterreise nur noch Esel und ein Kamel. Sie besuchten noch den Tempel von Amara und kehrten dann nach Ägypten zurück.

### Eigene Ausgrabungen
Da Henry Salt die Zusammenarbeit mit Belzoni beendet hatte, versorgte ihn nun d’Athanasi mit Kunstwerken. So kaufte er zahlreiche Papyri auf. Aus Grab KV11, dem Grab Ramses III. barg er den Granitsarkophag, der sich heute im Louvre befindet. 1820 entdeckte er die Grabkapelle des Nebamun. Viele Szenen der gut erhaltenen Wandmalereien wurden für die Sammlung von Henry Salt von d’Athanasi entfernt, so dass sie heute so stark zerstört sind, das man sie nicht mehr eindeutig identifizieren kann. 1821 fand Giannis in einem Grab aus griechischer Zeit einen griechischen Papyrus und 1824 ein Grab, das Mumien von drei Musikern mit ihren Instrumenten, eine Harfe mit 22 Saiten, eine Trommel aus Kupfer und eine Art Mandoline enthielt. Zusammen mit Henry Salt entdeckte er auf der Nilinsel Elephantine ein Nilometer.

### Reise nach England
Kurz vor Henry Salts Tod schickte dieser seine in Ägypten gesammelten Kunstschätze nach Livorno zu seinem Schwager Pietro Santoni. 1827 reiste d’Athanasi dorthin und brachte sie nach London. 1836 ließ er Teile davon versteigern und 1837 kamen bei Sotheby’s in einer sieben Tage dauernden Versteigerung mehrere hundert Kunstobjekte unter den Hammer. D’Athanasi kehrte immer wieder nach Ägypten zurück und versorgte nun den neuen Generalkonsul John Deal Barker mit antiken Stücken. Anne Lohrli vermutet, dass es sich bei dem türkischen Freund von Charles Dickens, der bei den Turkish Poems on the War mitgewirkt haben soll, um Giovanni d’Athanasi handelt.
D’Athanasi starb verarmt am 19. Dezember 1854 in einer Pension in London. Schon 1830 hatte er sich bei dem dänischen Bildhauer Bertel Thorvaldsen 50 Scudi geliehen. Johannes Riepenhausen schrieb am 3. November an Thorvaldsen, dass dieser Aufschub benötigte, um die Schulden zu begleichen und bot ihm einige Antiquitäten an. Erst 1837 konnte er die Summe zurückzahlen.

## Bedeutung
Giovanni d’Athanasi wohnte eine Zeit lang in einem Haus in el-Qurna in direkter Nachbarschaft zu dem Grab des Nacht, das damals noch unentdeckt war. Er freundete sich mit John Gardner Wilkinson an, der ebenfalls dort lebte. Durch den engen Kontakt zu den Einheimischen lernte er ihre Gebräuche kennen und hatte so eine gute Beziehungen zu den Männern, die er für seine Expeditionen in der Umgebung benötigte.
Während seiner Grabungen in Theben-West und Abydos öffnete er sehr viele Gräber und entwickelte sich zu einem Experten auf dem Gebiet der Mumifizierung, Bestattungsriten und Grabbauten. Er berichtete, dass er sich in Spanien mit Jean-François Champollion getroffen und mit ihm über demotische Papyri aus Gräbern diskutiert hatte. D’Athanasi beschwerte sich über das Benehmen einiger Europäer, so soll er Frédéric Cailliaud ein Grab gezeigt und ihm erlaubt haben, Kopien der Wandmalerei anzufertigen. Dieser begann jedoch damit. die Fresken mit Hammer und Meißel von der Wand zu schlagen. Mit Joseph Bonomi hatte er vereinbart, eine Kopie einer Wandmalerei für Henry Salt anzufertigen, die dieser aber nie erhielt.
Karl Richard Lepsius war nicht bekannt, dass Giovanni d’Athanasi und Dimitrios Papandriopulos dieselbe Person waren, und er wunderte sich, dass ein im Berliner Museum befindlicher Sarkophag angeblich von beiden Personen aufgefunden worden sein soll.